# Grand Prix automobile d'Australie 2012
GP suivant
Le Grand Prix automobile d'Australie 2012 (2012 Formula 1 Qantas Australian Grand Prix), disputé le 18 mars 2012 sur le circuit de l'Albert Park à Melbourne, est la 859e épreuve du championnat du monde de Formule 1 courue depuis 1950. Il s'agit de la vingt-huitième édition du Grand Prix d'Australie comptant pour le championnat du monde de Formule 1, la dix-septième se tenant à Melbourne. Cette épreuve est la manche d'ouverture du championnat 2012.
Comme l'année précédente, le Grand Prix est marqué par la non-qualification des deux pilotes HRT qui ne parviennent pas à réaliser un temps inférieur aux 107 % du meilleur temps de la première séance de qualification requis par le règlement 2012. Le Britannique Jenson Button commence sa saison par une victoire après avoir doublé son coéquipier Lewis Hamilton dans le premier virage et mené 56 des 58 tours de course. Sebastian Vettel, double champion du monde en titre, termine deuxième devant Hamilton. Le pilote mexicain Sergio Pérez réussit une remontée de quinze places, terminant septième après être parti de la dernière place sur la grille de départ, alors que l'Australien Daniel Ricciardo inscrit à domicile ses premiers points en Formule 1. Chez les constructeurs, McLaren prend la tête du classement avec 40 points devant Red Bull Racing, Sauber, Ferrari, Lotus, Toro Rosso et Force India, sept des douze écuries en lice ayant inscrit des points.

## Contexte avant le Grand Prix

### DRS

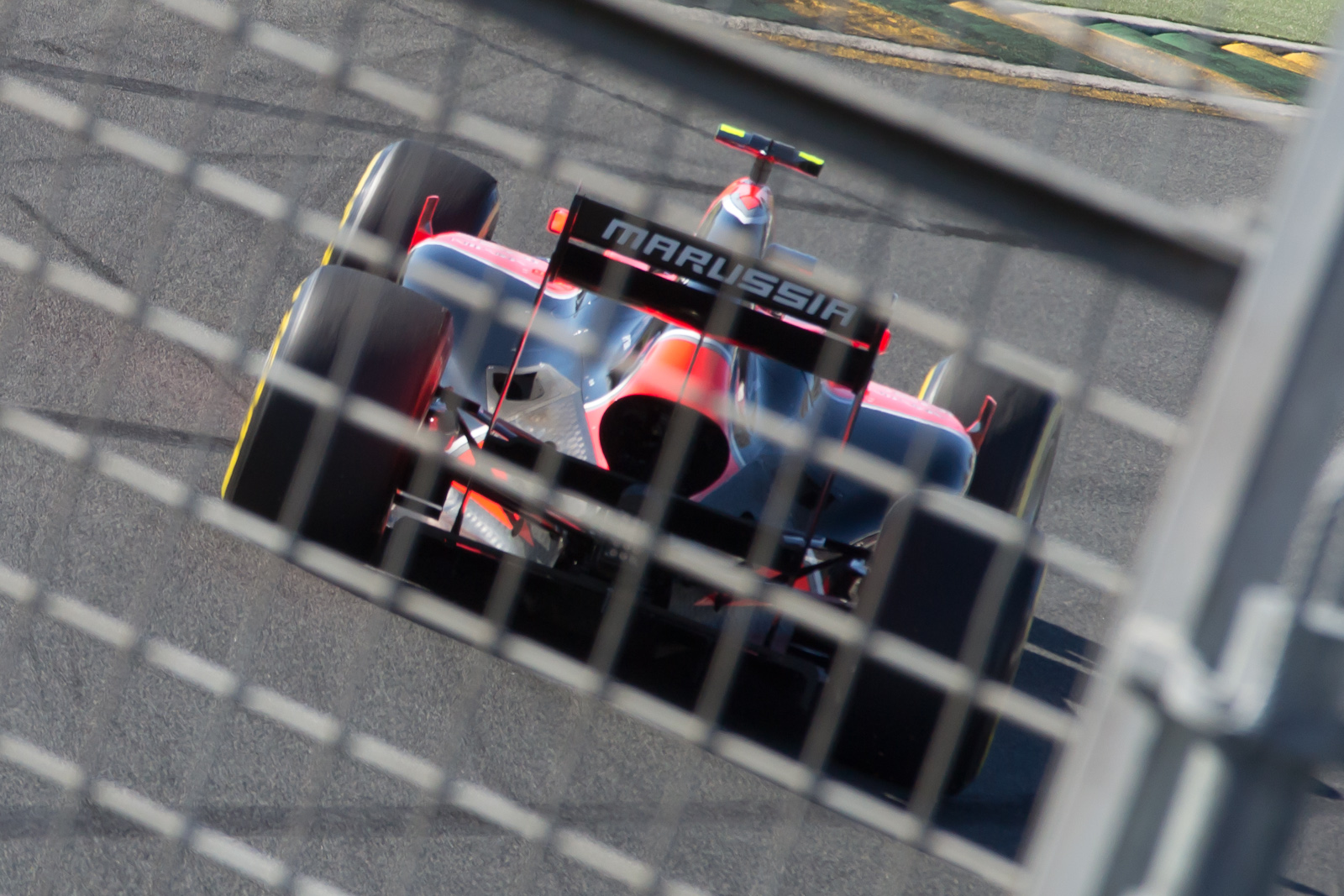
L'aileron arrière mobile de la Marussia de Charles Pic à Melbourne.

Le mercredi 14 mars, la FIA dévoile les deux zones d'activation de l'aileron arrière mobile sur le circuit de Melbourne. Comme l'année précédente, la première zone est située sur toute la longueur de la ligne droite « départ-arrivée », avec un point de détection de l'écart treize mètres avant le dernier virage. La deuxième zone est placée sur la ligne droite suivante, après la chicane rapide du premier virage, sur 510 mètres avant le troisième virage. Il n'y a qu'un seul point de détection pour les deux zones, les pilotes pouvant dès lors utiliser leur aileron arrière mobile deux fois de suite. Les dépassements étant difficiles à Melbourne, la FIA estime qu'ils interviendront plutôt dans la deuxième zone que dans la première.

## Essais libres

### Première séance du vendredi
| Pos. | Pilote             | Voiture          | Chrono         | Écart     |
| ---- | ------------------ | ---------------- | -------------- | --------- |
| 1    | Jenson Button      | McLaren-Mercedes | 1 min 27 s 560 |           |
| 2    | Lewis Hamilton     | McLaren-Mercedes | 1 min 27 s 805 | + 0 s 245 |
| 3    | Michael Schumacher | Mercedes         | 1 min 28 s 235 | + 0 s 675 |
| 4    | Fernando Alonso    | Ferrari          | 1 min 28 s 360 | + 0 s 800 |
| 5    | Mark Webber        | Red Bull-Renault | 1 min 28 s 467 | + 0 s 907 |
| 6    | Nico Rosberg       | Mercedes         | 1 min 28 s 683 | + 1 s 123 |

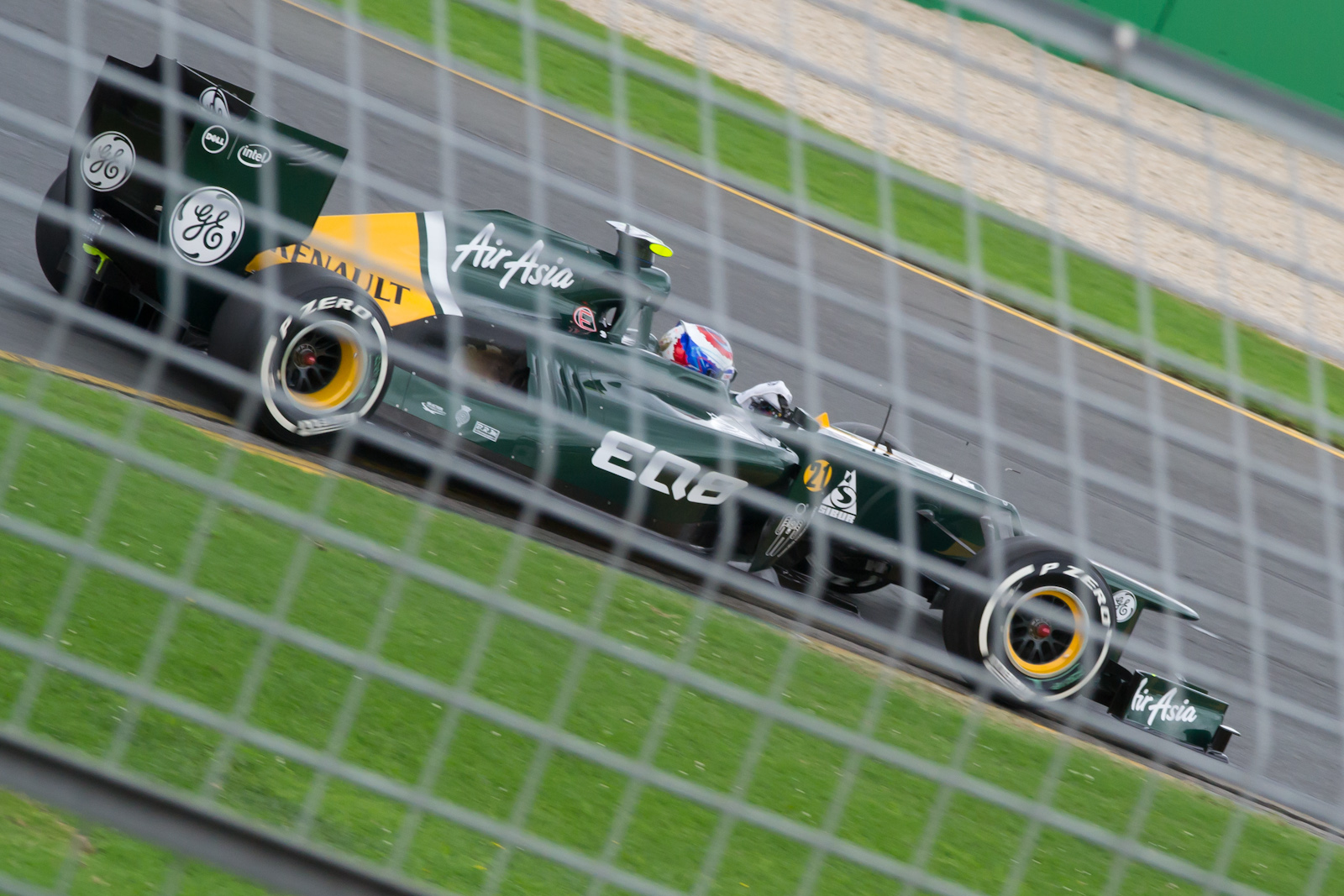
Vitaly Petrov sur Caterham à Melbourne.

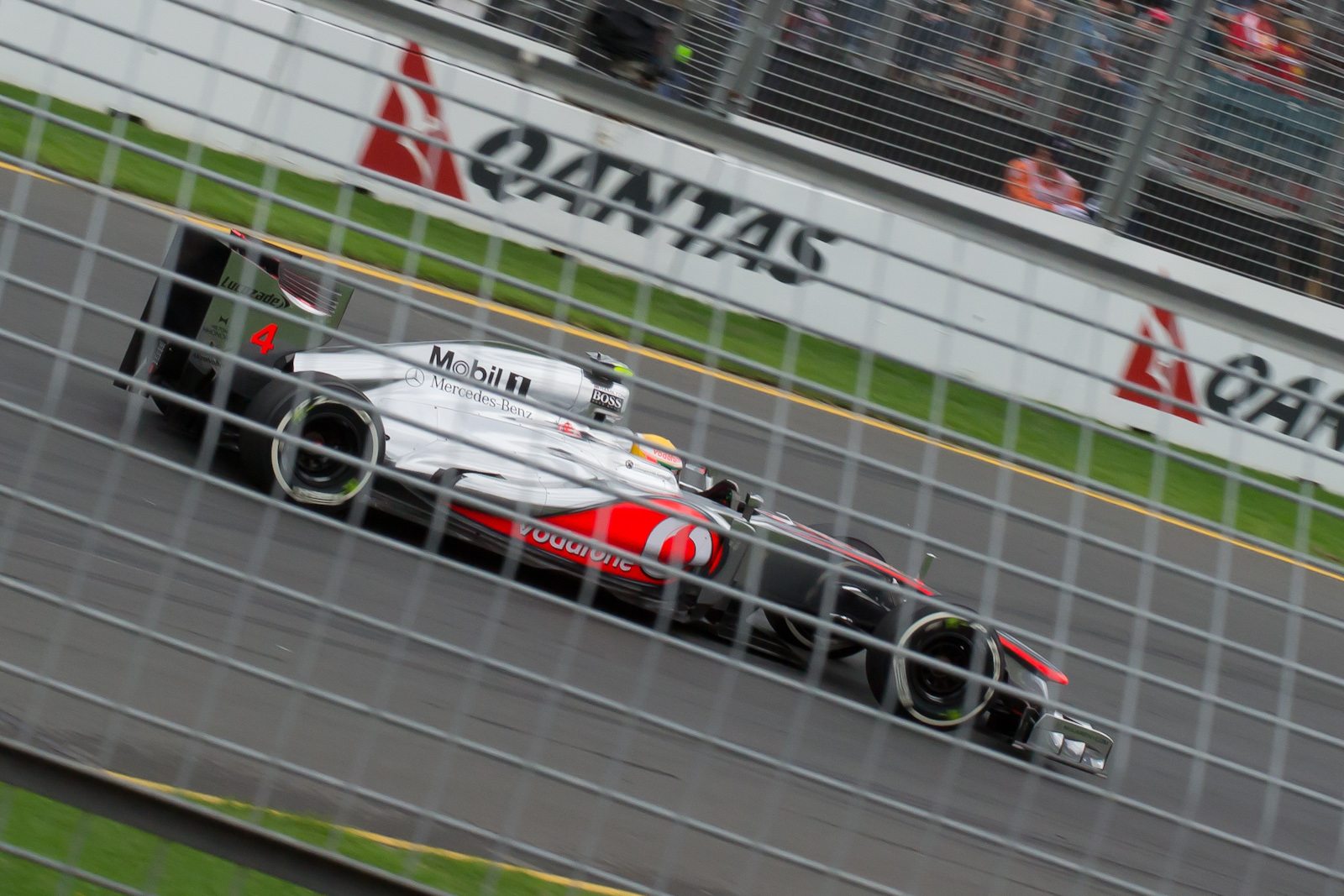
Lewis Hamilton sur McLaren à Melbourne.

La première séance d'essais libres du Grand Prix d'Australie, première manche du championnat 2012 commence sur une piste humide. Il fait 18 °C dans l'air, 20 °C sur la piste et le taux d’humidité est de 62 % sur le circuit de l'Albert Park. Les pilotes s'élancent très vite boucler un premier tour d'installation en pneus intermédiaires,.
Il faut attendre près de vingt minutes pour voir Daniel Ricciardo signer le premier temps significatif de la séance en 1 min 47 s 448. Toujours en pneus intermédiaires, il améliore à deux reprises en 1 min 43 s 669 et 1 min 42 s 490. Son coéquipier Jean-Éric Vergne prend ensuite la tête en 1 min 41 s 629 mais Ricciardo améliore en 1 min 41 s 001,,.
Fernando Alonso boucle un tour en 1 min 37 s 941 lorsque, alors qu'il reste un peu moins d'une heure d'essais, Narain Karthikeyan immobilise sa HRT en panne sur la piste. Nico Rosberg s'installe en tête du classement en 1 min 37 s 147 mais cède sa position à Kamui Kobayashi (1 min 36 s 906), toujours en pneus intermédiaires,.
Alors qu'il reste une demi-heure dans cette séance, la piste s'assèche, permettant l'utilisation de pneus slicks. Kamui Kobayashi, en pneus durs, améliore son temps en 1 min 31 s 751 puis 1 min 30 s 761. Mark Webber prend ensuite le commandement en 1 min 30 s 520. Plusieurs pilotes se relaient ensuite en tête du classement : Kobayashi (1 min 29 s 722), Michael Schumacher (1 min 29 s 656 puis 1 min 29 s 156), son coéquipier Rosberg (1 min 28 s 683), à nouveau Schumacher (1 min 28 s 235) puis finalement Jenson Button à trois reprises (1 min 27 s 650, 1 min 27 s 642, 1 min 27 s 560),,.
Kimi Räikkönen n'a bouclé que huit tours et est resté très longtemps immobilisé dans son stand, tout comme les deux pilotes HRT, dont Pedro de la Rosa qui n'a effectué aucun tour. Felipe Massa est sorti de la piste à un quart d'heure du drapeau à damier,,.

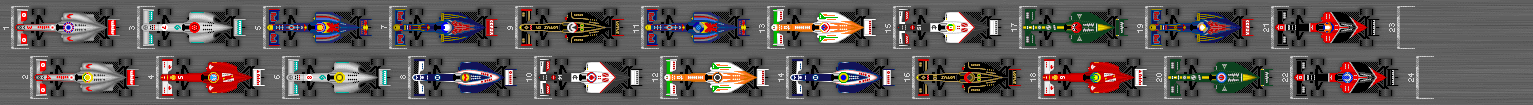
Schéma des résultats de la première séance d'essais libres du Grand Prix d'Australie 2012.

### Deuxième séance du vendredi
| Pos. | Pilote             | Voiture              | Chrono         | Écart     |
| ---- | ------------------ | -------------------- | -------------- | --------- |
| 1    | Michael Schumacher | Mercedes             | 1 min 29 s 183 |           |
| 2    | Nico Hülkenberg    | Force India-Mercedes | 1 min 29 s 292 | + 0 s 109 |
| 3    | Sergio Pérez       | Sauber-Ferrari       | 1 min 30 s 199 | + 1 s 016 |
| 4    | Fernando Alonso    | Ferrari              | 1 min 30 s 341 | + 1 s 158 |
| 5    | Kamui Kobayashi    | Sauber-Ferrari       | 1 min 30 s 709 | + 1 s 526 |
| 6    | Paul di Resta      | Force India-Mercedes | 1 min 31 s 466 | + 2 s 283 |

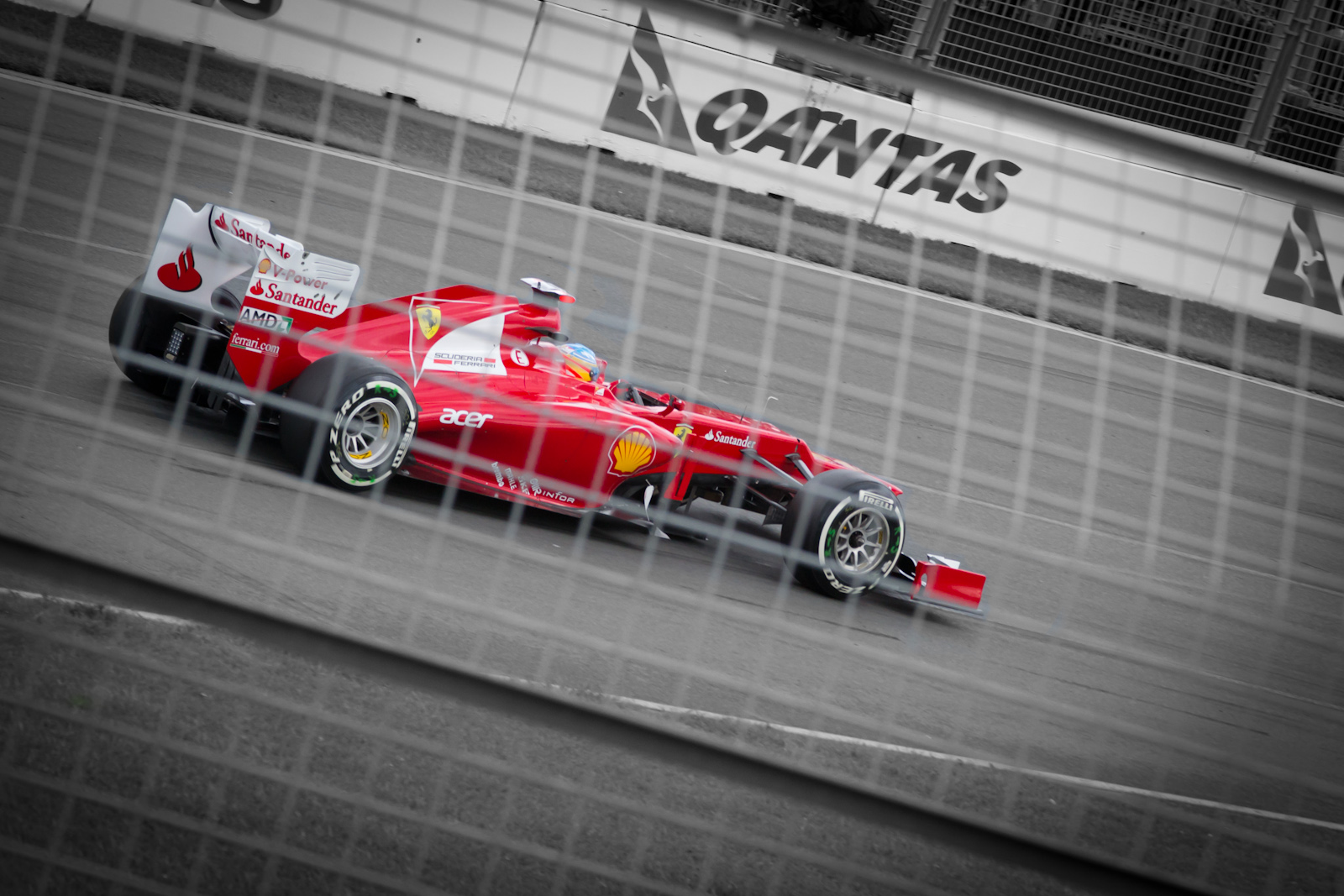
Fernando Alonso sur Ferrari à Melbourne.

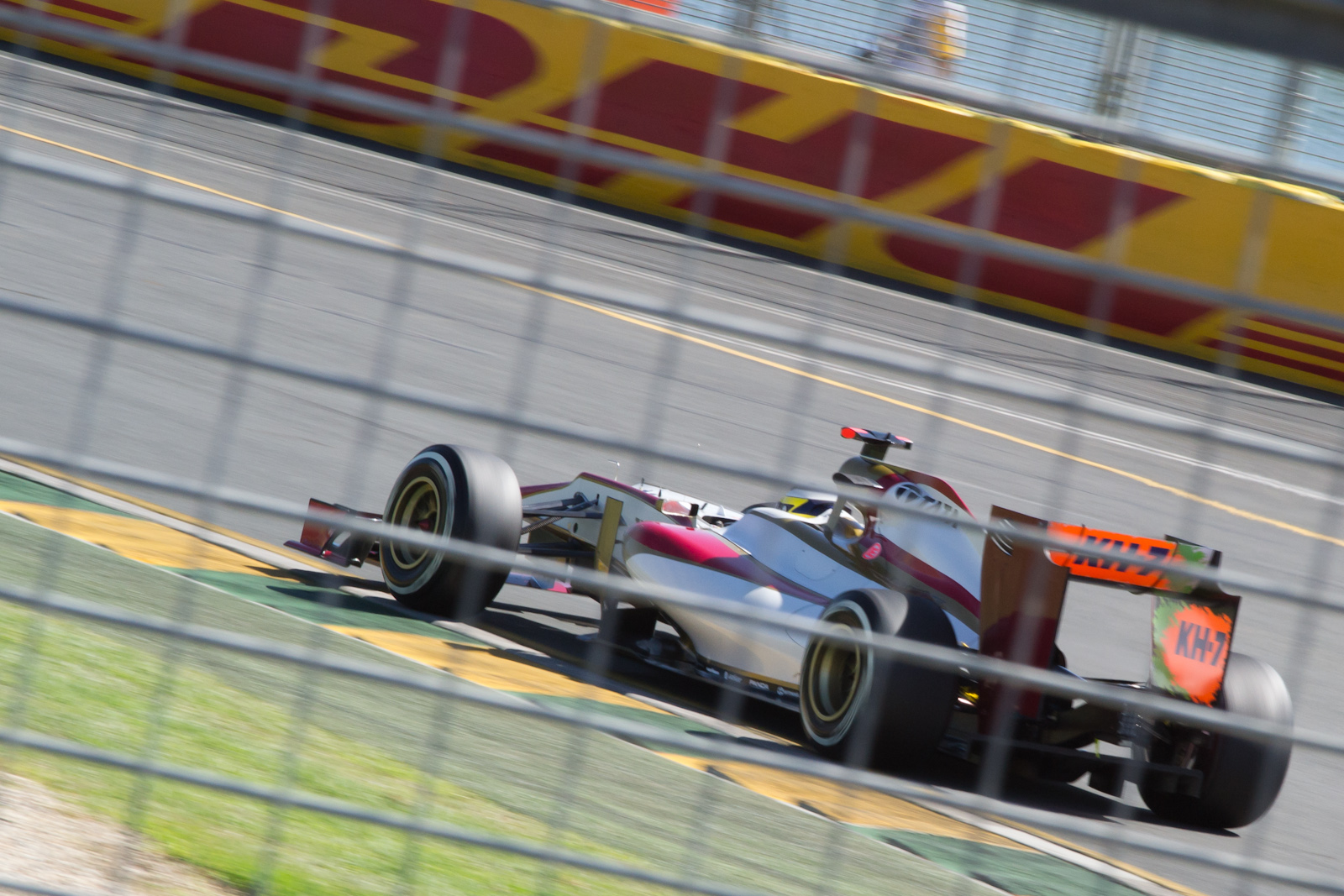
Pedro de la Rosa sur HRT, non qualifié à Melbourne.

La deuxième séance d'essais libres débute sur une piste complètement détrempée. Jean-Éric Vergne s'installe le premier en tête après avoir bouclé un tour en 1 min 52 s 220. Il améliore son temps à deux reprises (1 min 50 s 175 et 1 min 50 s 081) avant de céder la place à son coéquipier Daniel Ricciardo (1 min 48 s 874, 1 min 48 s 581 et 1 min 47 s 478). Vergne reprend son bien peu après en 1 min 47 s 166,,.
Plusieurs pilotes se relaient ensuite en tête du classement sur une piste qui s'assèche. Nico Hülkenberg tourne en 1 min 46 s 779, Kamui Kobayashi en 1 min 46 s 098 puis 1 min 45 s 117, et Fernando Alonso en 1 min 44 s 912 et 1 min 42 s 171. Son coéquipier Felipe Massa se hisse en tête en 1 min 41 s 976 et améliore en 1 min 41 s 749. Pastor Maldonado prend le dessus en 1 min 40 s 721 mais est battu par Jenson Button (1 min 39 s 497 puis 1 min 37 s 989),.
Maldonado reprend la tête en 1 min 37 s 721 avant d'être devancé par Michael Schumacher en 1 min 37 s 649 et Sergio Pérez en 1 min 37 s 189. Au fil de la séance, les pilotes sont passés des pneus pluie aux pneus intermédiaires. Alors qu'il reste encore trente-cinq minutes, les pilotes sont tous dans leur stand pour attendre de chausser des pneus slicks. Narain Karthikeyan reprend la piste le premier pour une dizaine de tours et améliore régulièrement ses temps,,.
À un quart d'heure de la fin de la session, certains pilotes s'élancent en pneus tendres : Sebastian Vettel s'installe en tête du classement en 1 min 36 s 975. Il est relayé par Romain Grosjean (1 min 36 s 190) puis reprend l'avantage en 1 min 34 s 545. Massa tourne ensuite en 1 min 34 s 001 et Paul di Resta en 1 min 32 s 302 puis 1 min 31 s 639. Michael Schumacher boucle son meilleur tour en 1 min 30 s 643, Hülkenberg améliore en deux temps (1 min 29 s 808 et 1 min 29 s 292) mais Michael Schumacher réalise finalement le meilleur temps de la séance en 1 min 29 s 183,,.

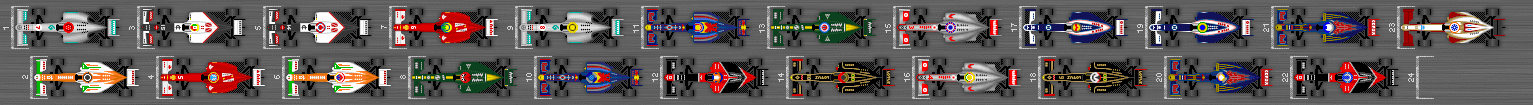
Schéma des résultats de la seconde séance d'essais libres du Grand Prix d'Australie 2012.

### Troisième séance, le samedi
| Pos. | Pilote             | Voiture          | Chrono         | Écart     |
| ---- | ------------------ | ---------------- | -------------- | --------- |
| 1    | Lewis Hamilton     | McLaren-Mercedes | 1 min 25 s 681 |           |
| 2    | Romain Grosjean    | Lotus-Renault    | 1 min 25 s 758 | + 0 s 077 |
| 3    | Mark Webber        | Red Bull-Renault | 1 min 25 s 900 | + 0 s 219 |
| 4    | Jenson Button      | McLaren-Mercedes | 1 min 25 s 906 | + 0 s 225 |
| 5    | Nico Rosberg       | Mercedes         | 1 min 25 s 929 | + 0 s 248 |
| 6    | Michael Schumacher | Mercedes         | 1 min 26 s 078 | + 0 s 397 |

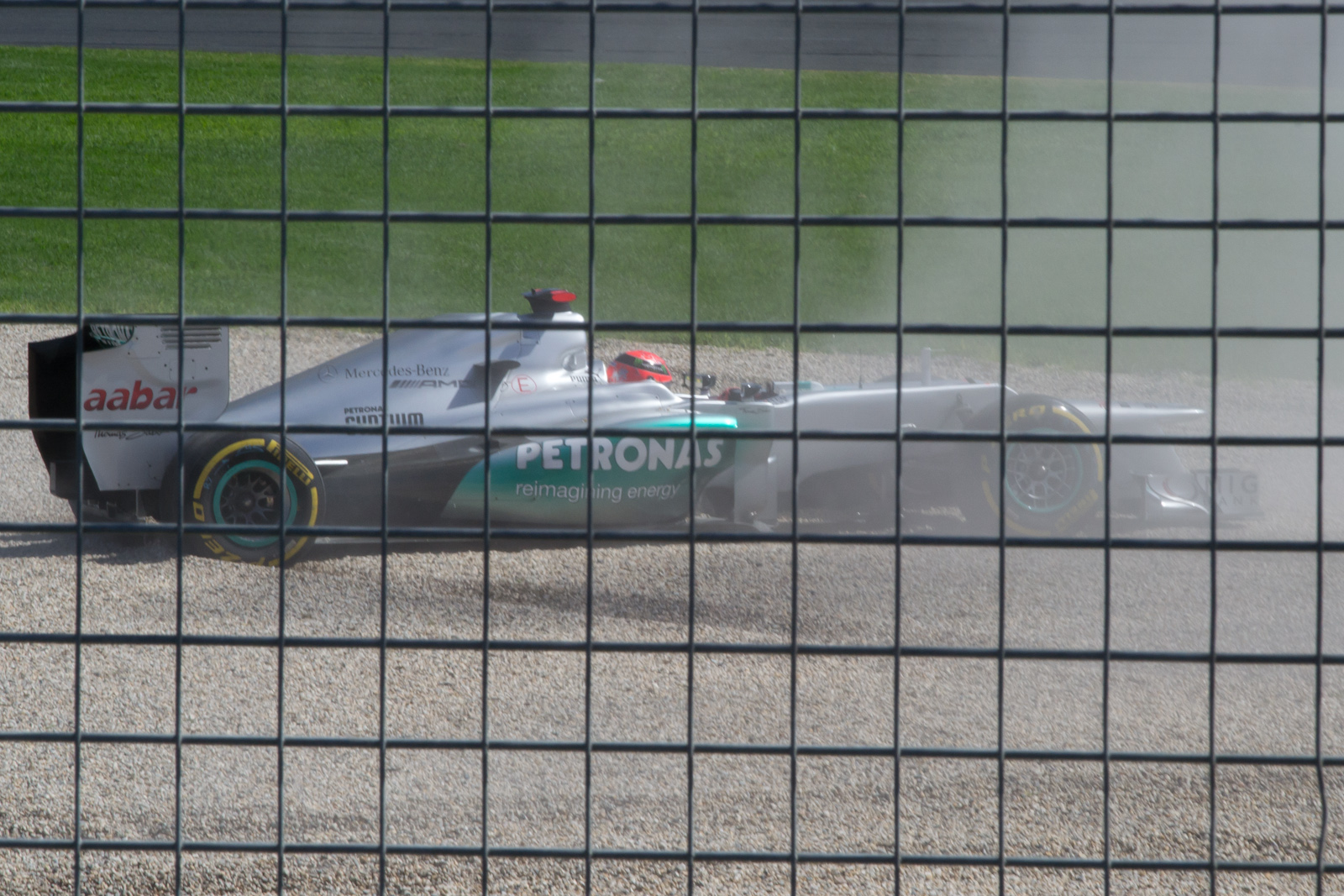
La sortie de piste de Michael Schumacher

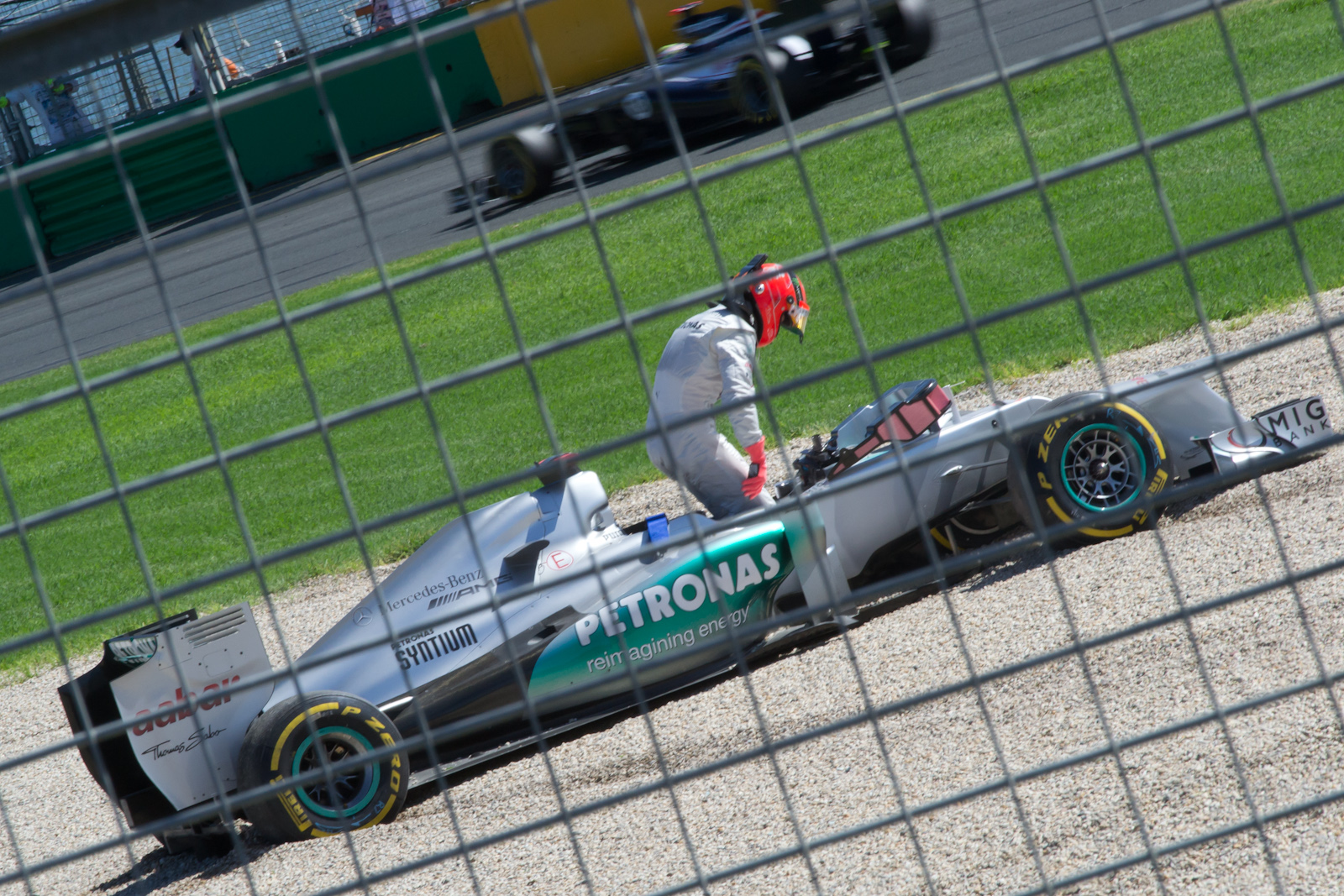
La sortie de piste de Michael Schumacher

Au départ de la dernière séance d'essais libres, le temps est devenu plus clément puisqu'il fait beau et chaud sur Melbourne : la température ambiante est de 19 °C et la piste est à 32 °C. Les pilotes s'élancent très vite en piste afin de boucler un premier tour d'installation. Nico Rosberg enchaîne directement sur un premier tour lancé et réalise un temps de 1 min 26 s 982,,.
Lewis Hamilton améliore en 1 min 26 s 620 et Michael Schumacher chausse des pneus tendres pour fixer le meilleur temps à 1 min 26 s 234. À quarante minutes du terme, Nico Rosberg se replace en tête en 1 min 25 s 929, lui aussi en pneus tendres. À un quart d'heure de la fin de la session, Sebastian Vettel prend la troisième place, en pneus durs. Quelques instants plus tard, il sort légèrement de la piste, dérape sur le gazon et finit sa course dans un bac à graviers,,.
À quelques minutes du terme, Romain Grosjean prend la tête en 1 min 25 s 758 lorsque Michael Schumacher échoue lui aussi dans un bac à graviers. Peu après, Lewis Hamilton, en 1 min 25 s 681, établit le meilleur temps de la session,,.

## Séance de qualifications

### Résultats des qualifications

#### Session Q1

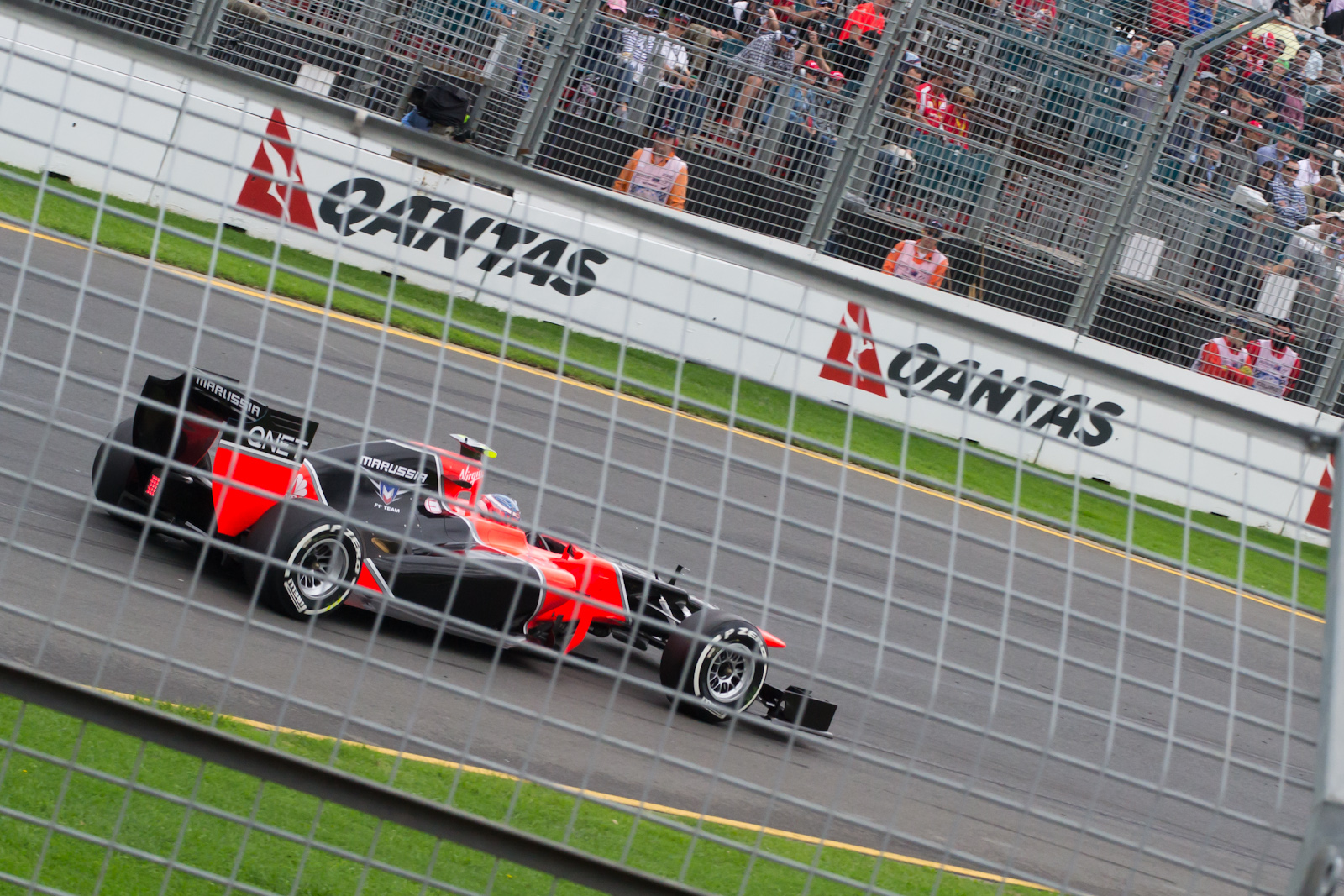
Charles Pic sur Marussia à Melbourne.

La température ambiante est de 19 °C et celle de la piste est de 28 °C au départ de la séance qualificative du Grand Prix d'Australie, manche inaugurale du championnat 2012,,. Les pilotes s'élancent en piste les uns après les autres et Timo Glock réalise le premier tour chronométré en 1 min 32 s 997. Ce temps est immédiatement battu par son coéquipier Charles Pic 1 min 32 s 349 puis par Pastor Maldonado (1 min 28 s 370) et son coéquipier Bruno Senna (1 min 28 223),,.
Sebastian Vettel se hisse ensuite en tête en 1 min 27 s 369 mais est battu par Kamui Kobayashi (1 min 27 s 048). Les pilotes McLaren prennent ensuite les devants, Jenson Button tournant en 1 min 26 s 986 et Lewis Hamilton en 1 min 26 s 800. Nico Rosberg améliore en 1 min 26 s 763 mais cède sa place à Sergio Pérez (1 min 26 s 596), Jean-Éric Vergne (1 min 26 s 493) et à nouveau Kobayashi (1 min 26 s 182), tous ces pilotes tournant en pneus tendres,,.
Les sept pilotes éliminés sont Pedro de la Rosa, Narain Karthikeyan, Charles Pic, Timo Glock, Vitaly Petrov, Heikki Kovalainen et Kimi Räikkönen. Les deux pilotes HRT sont hors des 107 % qualificatifs et n'ont pas été repêchés de la part des commissaires de la FIA,,.

#### Session Q2

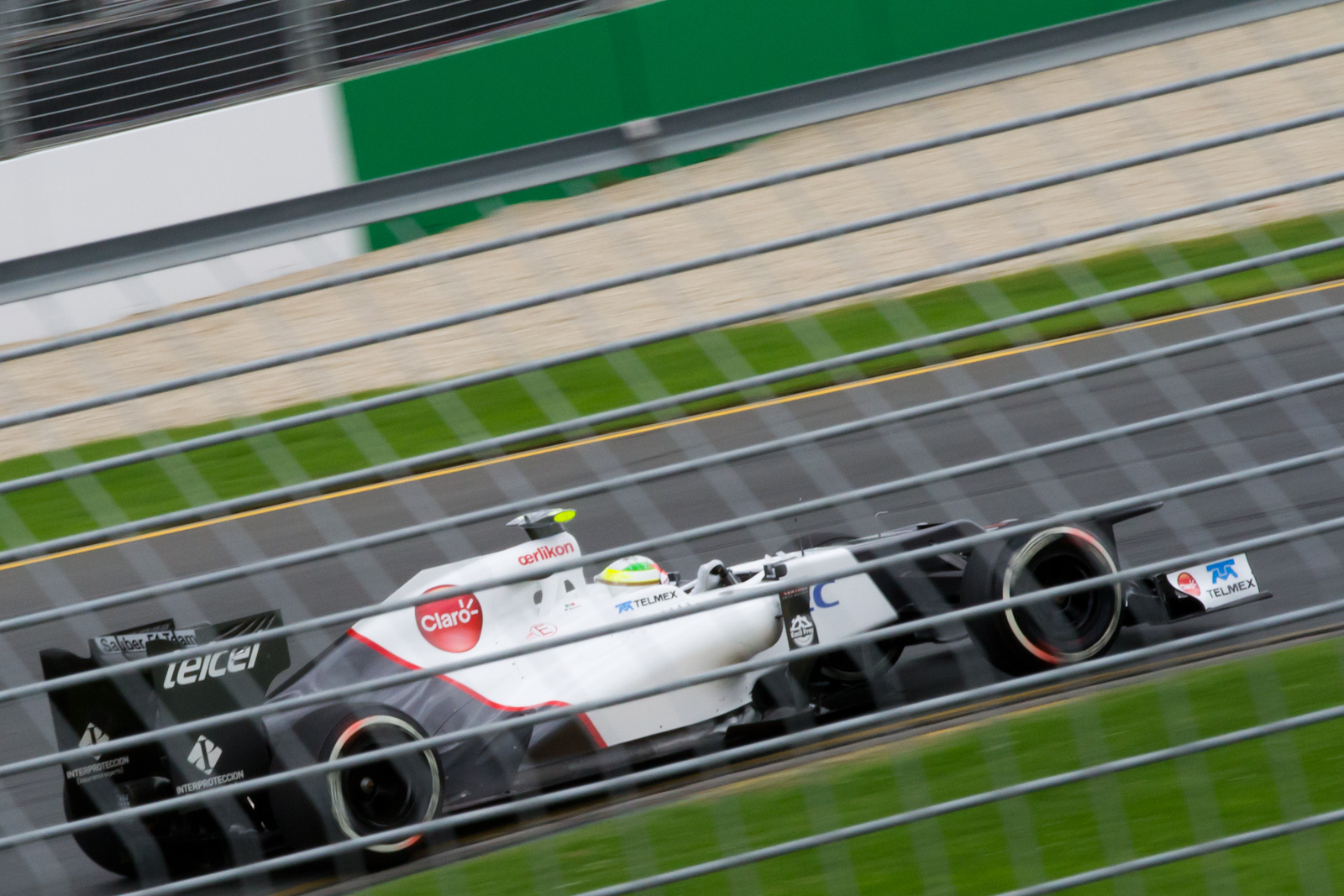
Sergio Pérez sur Sauber à Melbourne.

Les pilotes se relancent immédiatement en piste en pneus tendres et Paul di Resta boucle un tour en 1 min 27 s 304, immédiatement amélioré par Daniel Ricciardo (1 min 26 s 624), Sebastian Vettel (1 min 25 s 982) et Lewis Hamilton (1 min 25 s 626),,.
Dans le même temps, Fernando Alonso, auteur du quatrième temps provisoire, quitte légèrement la piste mais glisse sur l'herbe et envoie sa Ferrari dans le gravier : la direction de course interrompt la séance pour dégager la monoplace. L'Espagnol demande aux commissaires de course de pousser sa voiture pour pouvoir se sortir de cette situation mais ces derniers refusent. La séance est relancée quelques minutes plus tard et il reste huit minutes avant le drapeau à damier. Nico Rosberg prend immédiatement la tête du classement en 1 min 25 s 469 et ne sera pas battu d'autant que Button, Hamilton et Vettel ne reprennent pas la piste,,.
Les sept pilotes éliminés sont Sergio Pérez, Felipe Massa, Paul di Resta, Bruno Senna, Kamui Kobayashi, Fernando Alonso et Jean-Éric Vergne,,.

#### Session Q3
Les dix derniers pilotes reprennent immédiatement la piste et Nico Rosberg s'installe en tête du classement en 1 min 25 847. Lewis Hamilton réplique aussitôt en 1 min 24 s 922 et signe ainsi la pole position. À l'issue de la session, Hamilton devance son coéquipier Jenson Button, Romain Grosjean, Michael Schumacher, Mark Webber, Sebastian Vettel, Rosberg, Pastor Maldonado et Nico Hülkenberg et Daniel Ricciardo,,.

### Grille de départ
| Pos.                                                                                      | Pilote                  | Écurie               | Qualifications 1 | Qualifications 2 | Qualifications 3 |
| ----------------------------------------------------------------------------------------- | ----------------------- | -------------------- | ---------------- | ---------------- | ---------------- |
| 1                                                                                         | Lewis Hamilton SREC     | McLaren-Mercedes     | 1 min 26 s 800   | 1 min 25 s 626   | 1 min 24 s 922   |
| 2                                                                                         | Jenson Button SREC      | McLaren-Mercedes     | 1 min 26 s 832   | 1 min 25 s 663   | 1 min 25 s 074   |
| 3                                                                                         | Romain Grosjean SREC    | Lotus-Renault        | 1 min 26 s 498   | 1 min 25 s 845   | 1 min 25 s 302   |
| 4                                                                                         | Michael Schumacher SREC | Mercedes             | 1 min 26 s 586   | 1 min 25 s 571   | 1 min 25 s 336   |
| 5                                                                                         | Mark Webber SREC        | Red Bull-Renault     | 1 min 27 s 117   | 1 min 26 s 597   | 1 min 25 s 651   |
| 6                                                                                         | Sebastian Vettel SREC   | Red Bull-Renault     | 1 min 26 s 773   | 1 min 25 s 982   | 1 min 25 s 668   |
| 7                                                                                         | Nico Rosberg SREC       | Mercedes             | 1 min 26 s 763   | 1 min 25 s 469   | 1 min 25 s 686   |
| 8                                                                                         | Pastor Maldonado SREC   | Williams-Renault     | 1 min 26 s 803   | 1 min 26 s 206   | 1 min 25 s 908   |
| 9                                                                                         | Nico Hülkenberg SREC    | Force India-Mercedes | 1 min 27 s 464   | 1 min 26 s 314   | 1 min 26 s 451   |
| 10                                                                                        | Daniel Ricciardo SREC   | Toro Rosso-Ferrari   | 1 min 27 s 024   | 1 min 26 s 319   | Pas de temps     |
| 11                                                                                        | Jean-Éric Vergne SREC   | Toro Rosso-Ferrari   | 1 min 26 s 493   | 1 min 26 s 429   |                  |
| 12                                                                                        | Fernando Alonso SREC    | Ferrari              | 1 min 26 s 688   | 1 min 26 s 494   |                  |
| 13                                                                                        | Kamui Kobayashi SREC    | Sauber-Ferrari       | 1 min 26 s 182   | 1 min 26 s 590   |                  |
| 14                                                                                        | Bruno Senna SREC        | Williams-Renault     | 1 min 27 s 004   | 1 min 26 s 663   |                  |
| 15                                                                                        | Paul di Resta SREC      | Force India-Mercedes | 1 min 27 s 469   | 1 min 27 s 086   |                  |
| 16                                                                                        | Felipe Massa SREC       | Ferrari              | 1 min 27 s 633   | 1 min 27 s 497   |                  |
| 17                                                                                        | Sergio Pérez SREC       | Sauber-Ferrari       | 1 min 26 s 596   | Pas de temps     |                  |
| 18                                                                                        | Kimi Räikkönen SREC     | Lotus-Renault        | 1 min 27 s 758   |                  |                  |
| 19                                                                                        | Heikki Kovalainen SREC  | Caterham-Renault     | 1 min 28 s 679   |                  |                  |
| 20                                                                                        | Vitaly Petrov SREC      | Caterham-Renault     | 1 min 29 s 018   |                  |                  |
| 21                                                                                        | Timo Glock              | Marussia-Cosworth    | 1 min 30 s 923   |                  |                  |
| 22                                                                                        | Charles Pic             | Marussia-Cosworth    | 1 min 31 s 670   |                  |                  |
| Temps minimal à réaliser pour la qualification : 1 min 32 s 214 (107 % de 1 min 26 s 182) |                         |                      |                  |                  |                  |
| Nq.                                                                                       | Pedro de la Rosa        | HRT-Cosworth         | 1 min 33 s 495   |                  |                  |
| Nq.                                                                                       | Narain Karthikeyan      | HRT-Cosworth         | 1 min 33 s 643   |                  |                  |

- Sergio Pérez écope de cinq places de pénalité sur la grille de départ car Sauber a été contrainte de changer sa boîte de vitesses après les qualifications. Le Mexicain s'élancera donc de la dernière place de la grille de départ puisque les HRT ne sont pas qualifiées[19].

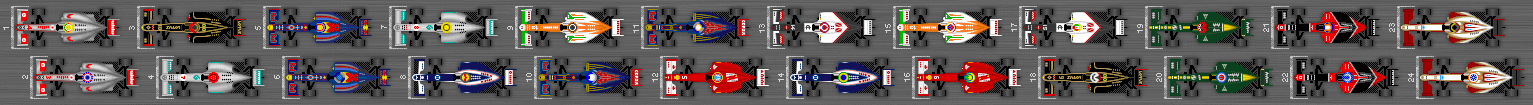
La grille de qualification du Grand Prix d'Australie 2012.

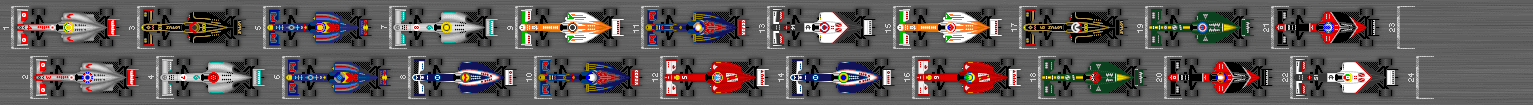
La grille de départ du Grand Prix d'Australie 2012.

## Course

### Déroulement de l'épreuve

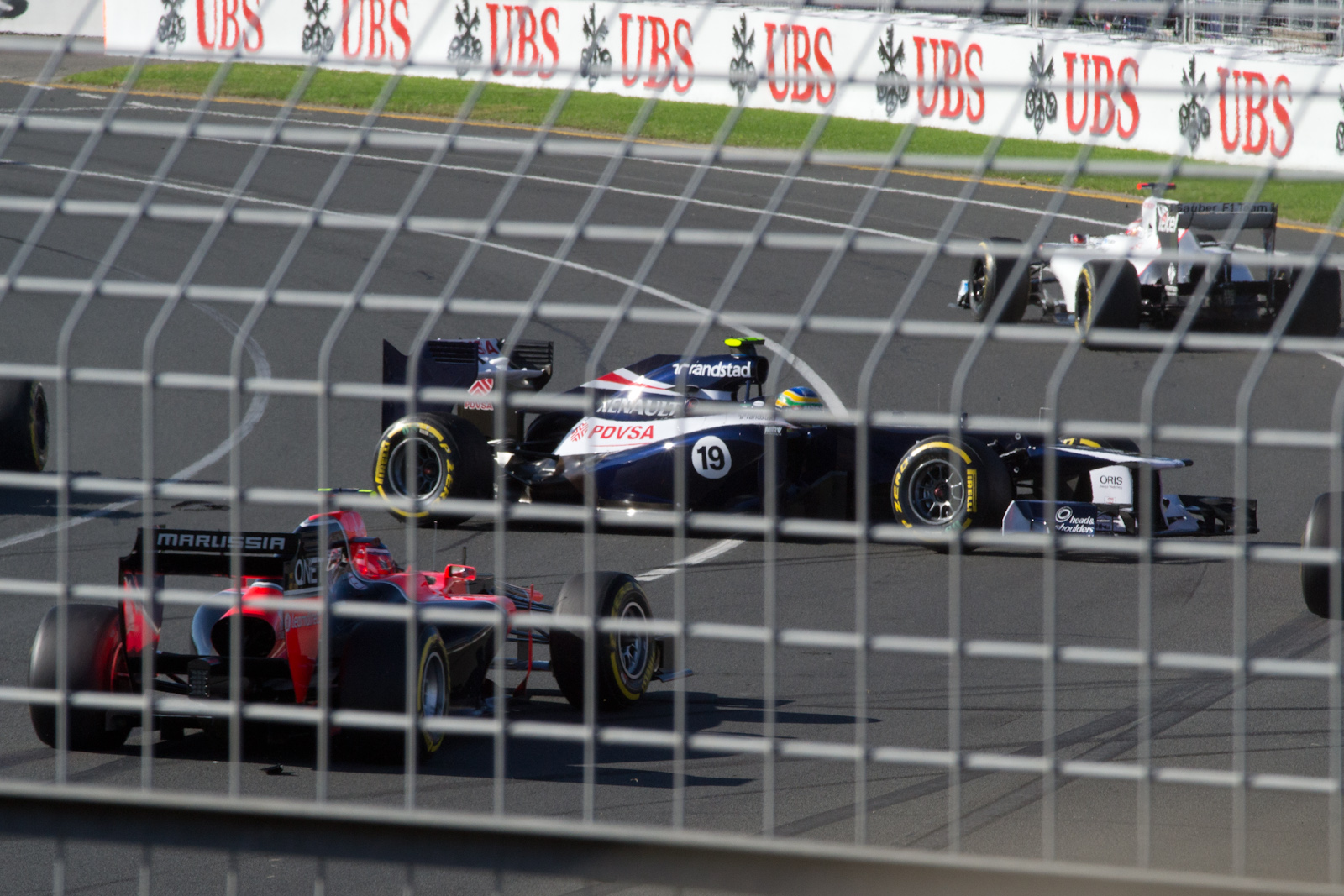
Le tête-à-queue de Bruno Senna au départ du Grand Prix.

Johnny Herbert (161 départs en Grands Prix de Formule 1 dont 3 victoires, vainqueur des 24 Heures du Mans 1991 et champion de Speedcar Series en 2008) a été nommé conseiller par la FIA pour aider dans son jugement le groupe des commissaires de course lors de ce Grand Prix.
Au départ du Grand Prix d'Australie, la température ambiante est de 22 °C et la piste est à 28 °C. Dès l'extinction des feux, Jenson Button prend le meilleur envol et s'engouffre en tête dans le premier virage, devançant son coéquipier Lewis Hamilton et Michael Schumacher. À la fin du premier tour, Button précède Hamilton, Schumacher, Nico Rosberg, Sebastian Vettel, Romain Grosjean, Pastor Maldonado, Fernando Alonso, Mark Webber, Felipe Massa et Kamui Kobayashi,,.
Dans le deuxième tour, Grosjean s'accroche avec Maldonado et abandonne, roue avant-droite arrachée. Nico Hülkenberg abandonne également à la suite d'un accrochage dans la cohue du départ. En tête de course, Button prend immédiatement le large et, au sixième passage sur la ligne de départ, compte 3 secondes d'avance sur Hamilton, 9 s sur Schumacher, 11 s sur Vettel, 13 s sur Rosberg et Alonso, 14 s sur Webber, 18 s sur Massa, 19 s sur Maldonado et 20 s sur Sergio Pérez qui est remonté depuis la dernière place,,.
Au neuvième tour, Sebastian Vettel attaque Michael Schumacher et réussit à le dépasser au tour suivant à la faveur d'une panne de boîte de vitesses. Schumacher rentre au ralenti dans son stand pour abandonner. Pendant ce temps, Felipe Massa indique à son équipe que ses pneus arrière sont déjà détruits et est le premier à les changer au onzième tour. Rosberg l'imite au tour suivant, Alonso, Kobayashi, Paul di Resta au treizième, Webber, Kovalainen au quatorzième, Button, Vettel et Maldonado au seizième, Hamilton, Petrov au dix-septième, Räikkönen et Jean-Éric Vergne au tour suivant,,.
Au vingt-quatrième tour, Button est en tête avec 11 secondes d'avance sur Hamilton, 12 s sur Vettel, 17 s sur Alonso, 19 s sur Rosberg, 20 s sur Webber. Suivent Maldonado, Massa, Kobayashi et Räikkönen. À la mi-course, Lewis Hamilton réalise le meilleur tour en course sous la pression de Vettel tandis que Räikkönen prend l'avantage sur Kobayashi et Massa pour accéder à la huitième place. Massa rentre changer ses pneus au vingt-huitième tour, Rosberg au trente-et-unième, di Resta au trente-troisième, Alonso au tour suivant, Button, Hamilton et Kobayashi au trente-sixième. Vitaly Petrov, en panne, immobilise alors sa Caterham dans la ligne droite des stands, obligeant la sortie de la voiture de sécurité,,.
Vettel, Webber, Maldonado, Räikkönen, Charles Pic, Vergne, Timo Glock, Massa rentrent changer leurs pneus au trente-septième passage alors que la voiture de sécurité est en piste et Vettel en profite pour prendre la deuxième place à Hamilton. Au trente-huitième tour, derrière la voiture de sécurité, Button précède Vettel, Hamilton, Webber, Alonso, Maldonado, Perez, Rosberg, Räikkönen, Kobayashi, di Resta, Vergne, Massa, Bruno Senna et Daniel Ricciardo. Heikki Kovalainen, pilote retardataire à un tour, n'attend pas de passer la première ligne blanche juste avant les stands pour commencer à dépasser : il est sanctionné de cinq places de pénalité sur la grille de départ du prochain Grand Prix de Malaisie,,.
La course est relancée au quarante-et-unième et Button conserve l'avantage sur Vettel, Hamilton, Webber, Alonso et Maldonado. Kobayashi dépasse alors Räikkönen tandis que Jenson Button s'assure immédiatement un avantage de plus de deux secondes sur Vettel. Massa abandonne au quarante-huitième tour. Deux boucles plus tard, Button possède trois secondes d'avance sur Vettel et quatre secondes sur Hamilton. À la cinquième place, Alonso a fort à faire pour contenir Maldonado et doit laisser filer Mark Webber qui revient peu à peu sur Hamilton,,.
Dans le dernier tour, Maldonado sort de la piste et touche violemment le mur. Quelques secondes plus tard, Rosberg est au ralenti en piste avec un pneu crevé après un contact avec Pérez. Jenson Button remporte la victoire en devançant Sebastian Vettel et Lewis Hamilton. Suivent pour les points Webber, Alonso, Kobayashi, Räikkönen, Pérez, Ricciardo et di Resta,,.

### Classement de la course
| Pos. | no | Pilote                  | Écurie               | Tours | Temps/Abandon                      | Grille | Points |
| ---- | -- | ----------------------- | -------------------- | ----- | ---------------------------------- | ------ | ------ |
| 1    | 3  | Jenson Button SREC      | McLaren-Mercedes     | 58    | 1 h 34 min 09 s 565 (195,991 km/h) | 2      | 25     |
| 2    | 1  | Sebastian Vettel SREC   | Red Bull-Renault     | 58    | + 2 s 139                          | 6      | 18     |
| 3    | 4  | Lewis Hamilton SREC     | McLaren-Mercedes     | 58    | + 4 s 075                          | 1      | 15     |
| 4    | 2  | Mark Webber SREC        | Red Bull-Renault     | 58    | + 4 s 547                          | 5      | 12     |
| 5    | 5  | Fernando Alonso SREC    | Ferrari              | 58    | + 21 s 565                         | 12     | 10     |
| 6    | 14 | Kamui Kobayashi SREC    | Sauber-Ferrari       | 58    | + 36 s 766                         | 13     | 8      |
| 7    | 9  | Kimi Räikkönen SREC     | Lotus-Renault        | 58    | + 38 s 014                         | 17     | 6      |
| 8    | 15 | Sergio Pérez SREC       | Sauber-Ferrari       | 58    | + 39 s 458                         | 22     | 4      |
| 9    | 16 | Daniel Ricciardo SREC   | Toro Rosso-Ferrari   | 58    | + 39 s 556                         | 10     | 2      |
| 10   | 11 | Paul di Resta SREC      | Force India-Mercedes | 58    | + 39 s 737                         | 15     | 1      |
| 11   | 17 | Jean-Éric Vergne SREC   | Toro Rosso-Ferrari   | 58    | + 39 s 848                         | 11     |        |
| 12   | 8  | Nico Rosberg SREC       | Mercedes             | 58    | + 57 s 642                         | 7      |        |
| 13   | 18 | Pastor Maldonado SREC   | Williams-Renault     | 57    | Accident                           | 8      |        |
| 14   | 24 | Timo Glock              | Marussia-Cosworth    | 57    | + 1 tour                           | 20     |        |
| 15   | 25 | Charles Pic             | Marussia-Cosworth    | 53    | Pression d'huile                   | 21     |        |
| 16   | 19 | Bruno Senna SREC        | Williams-Renault     | 52    | Accrochage                         | 14     |        |
| Abd. | 6  | Felipe Massa SREC       | Ferrari              | 46    | Accrochage                         | 16     |        |
| Abd. | 20 | Heikki Kovalainen SREC  | Caterham-Renault     | 38    | Suspension                         | 18     |        |
| Abd. | 21 | Vitaly Petrov SREC      | Caterham-Renault     | 34    | Direction                          | 19     |        |
| Abd. | 7  | Michael Schumacher SREC | Mercedes             | 10    | Boîte de vitesses                  | 4      |        |
| Abd. | 10 | Romain Grosjean SREC    | Lotus-Renault        | 1     | Accrochage                         | 3      |        |
| Abd. | 12 | Nico Hülkenberg SREC    | Force India-Mercedes | 0     | Accrochage                         | 9      |        |
| Nq.  | 22 | Pedro de la Rosa        | HRT-Cosworth         |       | Non qualifié                       |        |        |
| Nq.  | 23 | Narain Karthikeyan      | HRT-Cosworth         |       | Non qualifié                       |        |        |

### Pole position et record du tour
Lewis Hamilton signe la vingtième pole position de sa carrière, sa deuxième sur le tracé de Melbourne. Jenson Button réalise le septième meilleur tour en course de sa carrière, son premier sur ce circuit.
- Pole position :  Lewis Hamilton (McLaren-Mercedes) en 1 min 24 s 922 (224,804 km/h)[25].
- Meilleur tour en course :  Jenson Button (McLaren-Mercedes) en 1 min 29 s 187 (214,054 km/h) au cinquante-sixième tour[26].

### Tours en tête
Deuxième sur la grille, Jenson Button double son coéquipier Lewis Hamilton dans le premier virage et conserve sa position jusqu'au drapeau à damier, ne cédant la première place que les deux tours suivant ses arrêts au stand.
- Jenson Button : 56 tours (1-15 / 17-35 / 37-58)
- Lewis Hamilton : 1 tour (16)
- Sebastian Vettel : 1 tour (36)

## Classements généraux à l'issue de la course
| Pos. | Pilote           | Écurie               | Points |
| ---- | ---------------- | -------------------- | ------ |
| 1    | Jenson Button    | McLaren-Mercedes     | 25     |
| 2    | Sebastian Vettel | Red Bull-Renault     | 18     |
| 3    | Lewis Hamilton   | McLaren-Mercedes     | 15     |
| 4    | Mark Webber      | Red Bull-Renault     | 12     |
| 5    | Fernando Alonso  | Ferrari              | 10     |
| 6    | Kamui Kobayashi  | Sauber-Ferrari       | 8      |
| 7    | Kimi Räikkönen   | Lotus-Renault        | 6      |
| 8    | Sergio Pérez     | Sauber-Ferrari       | 4      |
| 9    | Daniel Ricciardo | Toro Rosso-Ferrari   | 2      |
| 10   | Paul di Resta    | Force India-Mercedes | 1      |

| Pos. | Écurie                  | Points |
| ---- | ----------------------- | ------ |
| 1    | McLaren-Mercedes        | 40     |
| 2    | Red Bull Racing-Renault | 30     |
| 3    | Sauber-Ferrari          | 12     |
| 4    | Ferrari                 | 10     |
| 5    | Lotus-Renault           | 6      |
| 6    | Toro Rosso-Ferrari      | 2      |
| 7    | Force India-Mercedes    | 1      |

## Statistiques
Le Grand Prix d'Australie 2012 représente :
- la 20e pole position de sa carrière pour Lewis Hamilton[30] ;
- la 13e victoire de sa carrière pour Jenson Button[31] ;
- la 176e victoire pour McLaren en tant que constructeur[32] ;
- la 89e victoire pour Mercedes en tant que motoriste[33] ;
- le 1er départ en Grand Prix pour Jean-Éric Vergne et Charles Pic ;
- les 1ers points en Formule 1 pour Daniel Ricciardo[34].

Au cours de ce Grand Prix :
- Johnny Herbert (161 Grands Prix entre 1989 et 2000, 3 victoires et 7 podiums ; vainqueur des 24 Heures du Mans 1991) est nommé conseiller des commissaires de course.